# Maria Spiropulu
Maria Spiropulu (grekiska: Μαρία Σπυροπούλου), född 1970, är en experimentell fysiker vid California Institute of Technology. Hon är medlem i gruppen som arbetar med Compact Muon Solenoid vid LHC-acceleratorn (Large Hadron Collider) i CERN  där Higgsbosonen upptäcktes 2012.
Spiropulu tog kandidatexamen i fysik vid Aristotelesuniversitetet i Thessaloniki 1993 och doktorsexamen vid Harvard University år 2000. För sin doktorsavhandling tillämpade hon för första gången i vid Large Hadron Collider en dubbelblind analysmetod för att söka efter bevis för supersymmetri.